# Kei Kecil
Kei Kecil (Kai Kecil, Kai Ketjil, Klein oder Low Kei, lokal: Nuhu Roa) ist eine Insel der Kei-Inseln im Archipel der Molukken. Der Name rührt wahrscheinlich von den Portugiesen her, die diese Insel als erste in Besitz nahmen. Da die Insel sehr steinig ist und das portugiesische Wort kayos so viel wie „Stein“ oder „Fels“ bedeutet, liegt diese Herleitung am nächsten. Die Insel ist im Gegensatz zu anderen Molukkeninseln flach, lediglich zwei kleinere Erhebungen sind die Ausnahme. Die Insel ist vor allem für ihre außergewöhnlichen Strände und die schönen Korallenriffe bekannt.

## Geographie
Kei Kecil ist eine der drei großen der Kei-Inseln und liegt im Osten des Archipels. Östlich liegen die Inseln Kei Dullah und Kei Besar. Westlich und nördlich zahlreiche kleinere Inseln. Kei Kecil gehört zum Regierungsbezirk (Kabupaten) Maluku Tenggara der Provinz Maluku.
Den Norden der Insel bildet den Distrikt (Kecamatan) Kei Kecil mit der Inselhauptstadt Langgur und dem Flughafen des Archipels. Kei Kecil Barat ist der Subdistrikt im Südwesten von Kei Kecil. Hauptort des Subdistrikts ist Ohoira. Den Südosten von Kei Kecil bildet der Subdistrikt Kei Kecil Timur mit dem Hauptort Rumat (Rummat).
Kei Kecil ist, im Gegensatz zu den meisten anderen Inseln des Archipels, flach und weitgehend abgeholzt.

## Einwohner

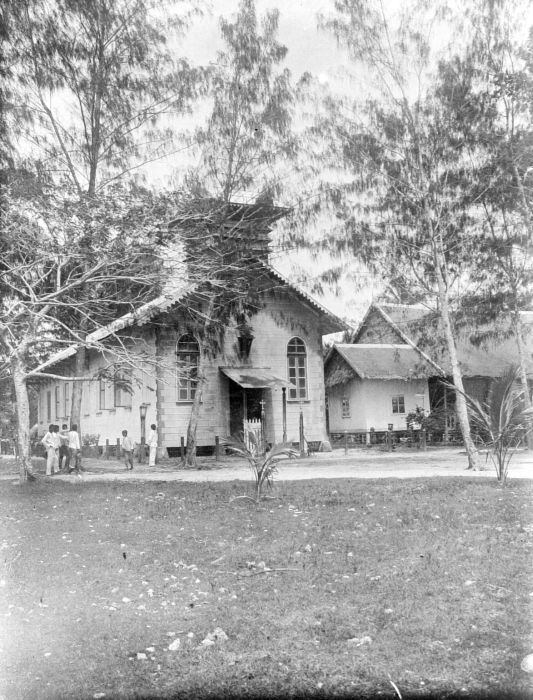
Römisch-katholische Kirche in Langgur, Anfang des 20. Jahrhunderts

Die einheimische Bevölkerung besteht aus Melanesiern, die sich mit malaiischen Ethnien vermischt haben. Land gehört meistens der Dorfgemeinschaft und Ackerflächen demjenigen, der es bewirtschaftet. Die Einwohner von Kei Kecil sprechen traditionell die austronesische Sprache Kei (Saumlaki, Veveu Evav). Die Bevölkerung ist mehrheitlich römisch-katholischen Glaubens, zum Teil auch muslimisch. Langgur ist das Zentrum der Christen auf den Kei-Inseln.

## Geschichte
In Dudumahan finden sich prähistorische Felsmalereien.